# Bobby Cochran
Bobby Cochran (Forest Park, 28 marzo 1950) è un chitarrista statunitense noto principalmente per aver militato nei Flying Burrito Brothers.

## Biografia
Iniziata l'attività nel La Rockabilly Hall of Fame ha introdotto Bobby Cochran e suo zio Eddie Cochran, allo stesso tempo, il 1º luglio 2017. Il presidente pensa che sia la prima volta che accade che due membri della famiglia siano stati introdotti nello stesso giorno.
Cochran ha scritto il libro Three Steps to Heaven: The Eddie Cochran Story con Susan Van Hecke.
Più recentemente Cochran ha formato i Somethin' Else!, una nuova band con Brian Hodgson e Mike Bell. Hanno fatto un tour in Europa nel 2016, mentre in passato è stato per alcuni anni membri della band canadese Steppenwolf.

## Discografia

### Solista
- 1972 - Yoga Hotel
- 2004 - Private Edition

### Con i Flying Burrito Brothers
- 1981 - Hearts on the Line (1981)
- 1982 - Sunset Sundown (1982)
- 1994 - Eye of a Hurricane

### Con gli Steppenwolf
- 1974 - Slow Flux
- 1975 - Hour of the Wolf
- 1976 - Skull Duggery